# 585. Volksgrenadier-Division
Die 585. Volksgrenadier-Division war ein Großkampfverband der deutschen Wehrmacht im Zweiten Weltkrieg.

## Geschichte
Die 585. Volksgrenadier-Division wurde am  2. September 1944  in der 32. Aufstellungswelle auf dem Truppenübungsplatz Döllersheim in Niederösterreich aus den Resten der vernichteten 17. Luftwaffen-Feld-Division aufgestellt. 
Ab dem 28. September 1944 wurde die Division durch die Infanterie-Division Niedergörsdorf, eine sogenannte Schatten-Division, aufgefüllt.
Noch in der Aufstellungsphase befindlich, wurde die Division im Oktober 1944 gemeinsam mit der 167. Infanterie-Division zur Aufstellung der 167. Volksgrenadier-Division eingesetzt.